# Mie Sando
Mie Sophie Sando (* 26. Oktober 1993 in Tønsberg, Norwegen) ist eine ehemalige norwegische Handballspielerin, die zuletzt für den französischen Erstligisten Toulon Saint-Cyr Var Handball auflief.

## Karriere

### Im Verein
Sando begann das Handballspielen im Alter von elf Jahren beim norwegischen Verein HG Gokstad. Dort wurde sie von ihrem Vater John Petter Sando trainiert, der in seiner aktiven Zeit für die norwegische Handballnationalmannschaft auflief. Schon im Alter von 16 Jahren wurde die Kreisspielerin in der Damenmannschaft von Gokstad eingesetzt. In der Saison 2010/11 spielte Sando für die Damenmannschaft von Runar sowie für eine Jugendmannschaft von Larvik HK. Ab dem Jahr 2011 stand sie bei der Erstligamannschaft von Larvik unter Vertrag. Mit Larvik gewann sie 2012 und 2013 die norwegische Meisterschaft und stand in der Saison 2012/13 im Finale der EHF Champions League.
Sando wechselte im Sommer 2013 zum dänischen Erstligisten Aalborg DH. Noch vor dem Saisonbeginn 2013/14 ging der Verein insolvent. Infolgedessen schloss sie sich dem dänischen Erstligisten SønderjyskE Håndbold an. Zur Saison 2014/15 wechselte Sando zum norwegischen Erstligisten Stabæk Håndball, für den sie bis 2018 aktiv war.
Sando schloss sich im Januar 2019 dem norwegischen Drittligisten Haslum an. Nachdem Sando mit Haslum am Saisonende 2018/19 in die zweithöchste Spielklasse aufgestiegen war, kehrte sie zu Larvik HK zurück. Im März 2020 gab Sando ihr Karriereende bekannt, um sich auf die Herausforderungen im Arbeitsleben konzentrieren zu können. Nach nur wenigen Monaten entschloss sie sich jedoch ihre Karriere fortzusetzen und unterschrieb einen Vertrag beim dänischen Erstligisten Herning-Ikast Håndbold. In der Saison 2021/22 lief sie für den deutschen Bundesligisten Borussia Dortmund auf. Anschließend wechselte Sando zum französischen Erstligisten Toulon Saint-Cyr Var Handball. Nach der Saison 2022/23 beendete sie ihre Karriere.

### In der Nationalmannschaft
Sando bestritt 33 Länderspiele für die norwegische Juniorinnenauswahl, in denen sie 33 Tore warf. Mit dieser Auswahlmannschaft belegte sie bei der U-19-Europameisterschaft 2011 den zwölften Platz und bei der U-20-Weltmeisterschaft 2012 den achten Platz.